# Konstancie Francouzská (1128)
Konstancie Francouzská (francouzsky Constance de France, 1128 – 16. srpna po 1177, Remeš) byla hraběnka z Mortain, Boulogne a Toulouse z dynastie Kapetovců.

## Život
Konstancie se narodila z manželství francouzského krále Ludvíka VI. s Adélou, dcerou Humberta Savojského. Roku 1140 byla v Paříži provdána za Eustacha, syna krále Štěpána, na nějž se pohlíželo jako na následníka anglického trůnu. Eustach, svými současníky považován za muže se špatným charakterem, který s oblibou plenil církevní zboží, 17. srpna roku 1153 náhle zemřel. Bezdětná mladá vdova se vrátila na francouzský dvůr.
Již za rok, 10. srpna 1154, se Konstancie znovu provdala za poněkud mladšího hraběte Raimonda z Toulouse, nejmocnějšího feudála jihozápadní Francie, a během společného soužití mu povila čtyři děti. Manželství bylo velmi nezdařilé a roku 1165 bylo pro nedovolený stupeň příbuzenství zrušeno. Téhož roku se hraběnka společně se Sicardem z Lautrecu a Raimondem Trencavelem zúčastnila v Lombers koncilu se zástupci katarského hnutí. Po odchodu od manžela trpěla nouzí, žádala bratra Ludvíka o pomoc. Zemřela zřejmě v roce 1180.

## Potomci
1. manželství ∞ 1140 Eustach IV. z Boulogne († 1153), manželství zůstalo bezdětné

2. manželství ∞ 10. srpna 1154 Raimond V. z Toulouse († 1194)
1. Raimond VI. (1156–1222)
  1. ∞ 1172 Ermesinda z Peletu
  2. ∞ po 1180 Beatrix z Beziérs
  3. ∞ 1193 Bourgogne z Lusignanu
  4. ∞ 1196 Johana Anglická
  5. ∞ 1203 Eleonora Aragonská
2. Alberic († 1180) ∞ Beatrix z Albonu
3. Azalais (1171–1199) ∞ Roger II. Trencavel, vikomt z Carcassonne
4. Balduin († 1214) ∞ Alice z Lautrecu